# LRRFIP1
LRRFIP1‏ (LRR binding FLII interacting protein 1) هوَ بروتين يُشَفر بواسطة جين LRRFIP1 في الإنسان.